# Пестрово, Николай Егорович
Николай Егорович Пестрово (1774, Муром — 4 [16] мая 1837, Муром, Владимирская губерния) — русский дворянин из рода Пестрово, муромский уездный предводитель дворянства (1812—1817).

## Биография
Родился в 1774 году в семье Егора Степановича Пестрово.
1 марта 1786 года поступил в Морской кадетский корпус. С 1792 года служил на Балтийском флоте. 11 декабря 1801 года отставлен капитан-лейтенантом.
С 1806 года служил муромским уездным судьёй, а с 1807 года — пятисотенным начальником в милиции. В 1808 году награжден чином капитана II ранга.
С 1812 по сентябрь 1817 года служил в должности предводителя дворянста Муромского уезда.
В 1834 году за ним числилось 46 душ крепостных во Владимирской и Нижегородской губерниях.
Скончался 4 мая 1837 года в Муроме и погребён на кладбище Спасо-Преображенского монастыря.

## Семья
- Жена — Анна Григорьевна, дочь дворянина и поручика Вятского пехотного полка Григория Никитича Нагаева.